# لاهوما (تگزاس)
لاهوما (به انگلیسی: La Homa) یک منطقهٔ مسکونی در ایالات متحده آمریکا است که در شهرستان ایدالگو، تگزاس واقع شده‌است. لاهوما ۱۷٫۸ کیلومتر مربع مساحت و ۱۱٬۹۸۵ نفر جمعیت دارد و ۵۰ متر بالاتر از سطح دریا واقع شده‌است.